# Vetknutí

Statické schéma konzoly s vetknutím

Reakce ve vetknutí

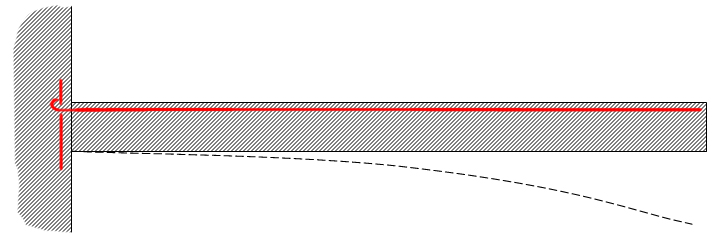
Vetknutá konzola

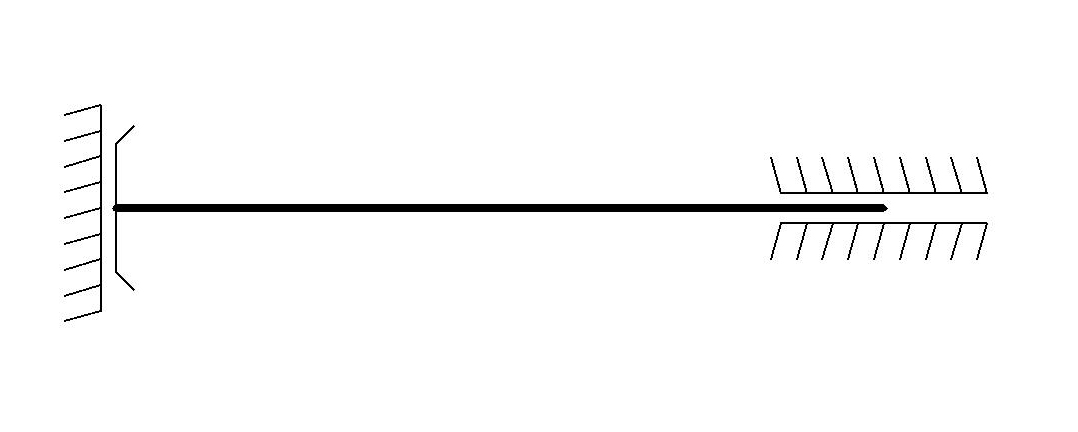
Různá posuvná vetknutí

Vetknutí, respektive ideální vetknutí, označuje v technické mechanice druh vazby, která znemožňuje všechna posunutí i natočení v daném bodu či ploše. Ve skutečnosti však existuje reálné vetknutí, které umožňuje velmi malá (mnohdy zanedbatelná) posunutí a natočení.

## Ideální vetknutí
Druh vazby, která znemožňuje všechny posunutí i natočení v daném bodu či ploše. V rovině vetknutí odebírá 3 stupně volnosti a v prostoru odebírá 6 stupňů volnosti. Prut nebo nosník, který je podepřený pouze vetknutím, se nazývá konzola. Prut, nosník, deska, skořepina či obecně objemové těleso však mohou být vetknuty oboustranně či vícenásobně na různých místech, pak se vždy jedná o staticky neurčitou konstrukci. 
Při výpočtu diferenciální rovnice ohybové čáry či při výpočtu vnitřních statických účinků, se ve vetknutí zavádějí okrajové podmínky nulového posunutí a nulového natočení:
{\displaystyle {\begin{cases}\mathbf {u} (x)=0\\\mathbf {u} '(x)=0\end{cases}}}

### Ideální vetknutí v rovině
Ve vetknutí působí dvě vzájemně kolmé silové reakce a jedna momentová.
Při volbě kladného směru momentové reakce ve směru hodinových ručiček ve vetknutí pak působí ohybový moment (záporný), který způsobuje tah v horních vláknech a tlak ve vláknech spodních. 

### Posuvné vetknutí v rovině
Zvláštním typem je posuvné vetknutí, které neumožňuje natočení, ale dovoluje posun v jednom směru.

## Reálné vetknutí
Reálné vetknutí nesplňuje podmínky nulových posunutí a nulových natočení. Takové vetknutí lze popsat pomocí pružného uchycení. Jestliže se tuhost pružného uchycení blíží k nekonečnu, pak se reálné vetknutí změní v ideální vetknutí.

## Stavební konstrukce
Za vetknutí z hlediska statiky se považují např. v jeden celek spojené monolitické železobetonové konstrukce. Typicky se jedná například o monolitické spojení stropní konstrukce či konzoly s konstrukcí stěny či ztužujícího věnce. V rámci monolitických trámových železobetonových stropů je vždy vetknutá deska do stropního trámu (tzv. „Hennebiqův systém“). Vetknuté konstrukce mají oproti prostě uloženým konstrukcím výhodnější průběh ohybových momentů, mohou mít tedy při stejném rozpětí menší tloušťku. Avšak návrh výztuže do vetknutých konstrukcí probíhá jinak, než návrh výztuže do prostě uložených konstrukcí – na kraji pole je třeba tahovou výztuž umisťovat k hornímu okraji průřezu. Za vetknutí se považují i svařené ocelové konstrukce, případně i pevně šroubované kotvené sloupy.

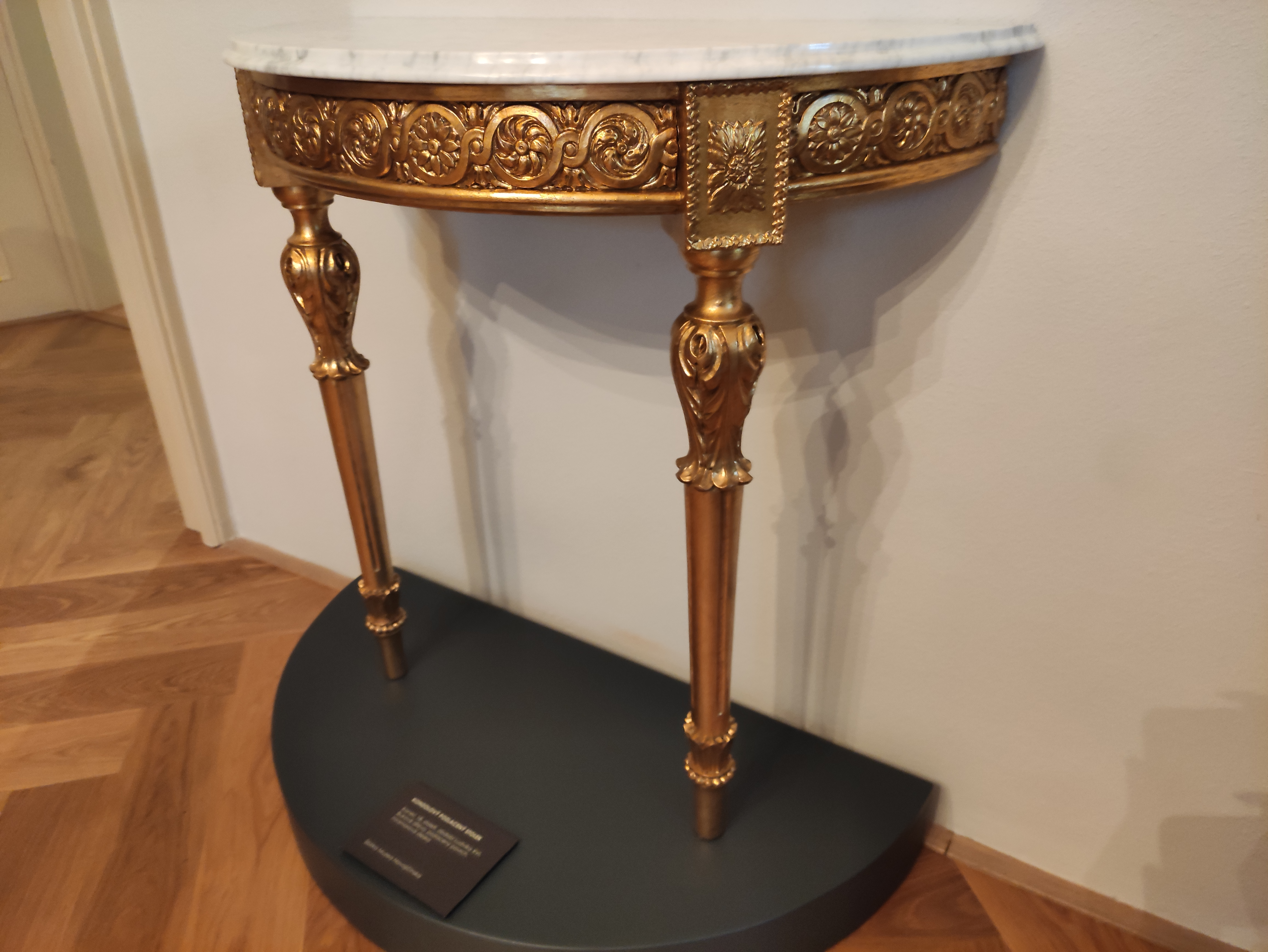
Konzolový pozlacený stolek, zámek Nová Horka

## Teorie malých a velkých deformací
Úlohy konstrukcí s vetknutím lze řešit dle jednoduché teorie 1. řádu, složitější a přesnější teorie 2. řádu nebo nejsložitější a nejpřesnější teorie velkých deformací.

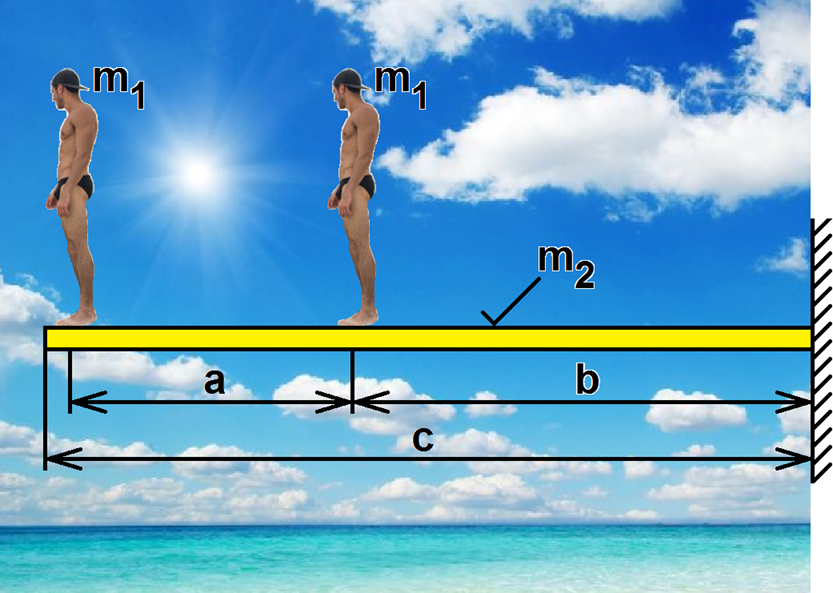
Příklady výpočtu vetknutého nosníku

## Příklady výpočtu vetknutého nosníku
Pro řešení vetknutých nosníků (tj. výpočtu reakčních účinků, průběhu vnitřních statických účinků, průhybů, natočení, poměrných deformací a mechanického napětí) se využívá mnoho analytických a numerických metod.

## Další informace
Pro termín vetknutí se také používá název konzola. Existují také konzolové stoly.